# Зуцы
Зуцы — грибное блюдо белорусской кухни, биточки. Считается, что их рецепт распространился по всей Белоруссии благодаря жителям Ляховичского района Брестской области.
Из нескольких видов грибов (обычно это не требующие предварительной варки шампиньоны, белые грибы) с помощью мясорубки готовится фарш, в него добавляются соль и специи (чёрный перец, тимьян).
Сало (реже — мясо) также пропускается через мясорубку и смешивается с грибным фаршем. Туда же отправляется взбитое в отдельной миске яйцо и тёртый лук. Мука или панировочные сухари позволяют контролировать густоту фарша. Из полученной массы формируются котлетки, которые сначала панируются в муке или сухарях и обжариваются с двух сторон, а затем запекаются в духовке до готовности (раньше зуцы готовили в печи).